# Nova Política Econòmica
La nova política econòmica, NEP, rus: новая экономическая политика, nóvaia ekonomitxéskaia polítika o НЭП) fou una política econòmica que va proposar Vladímir Lenin el 1921 per evitar l'esfondrament de l'economia russa.
Va ser decidida al Desè Congrés del Partit Comunista el març de 1921. Va ser etapa d'economia mixta que permetia algunes pràctiques d'economia de mercat com l'obertura de petits negocis mentre que l'estat retenia el control dels bancs, el comerç exterior i la indústria pesant. Va restablir la moneda el 1922. Va ser la política oficial fins a l'any 1928 i va contribuir a un millor proveïment de la població i una certa llibertat social. Es va reconèixer el dret de vaga, el treball es va desmilitaritzar i es van establir estímuls salarials a la producció. Els pagesos podien vendre al mercat el romanent, després d'haver cedit la part obligatòria a l'estat.
La NEP va donar lloc a l'aparició d'una pagesia pròspera, els kulaks, i a l'enriquiment de comerciants i empresaris, mentre que s'empobrien els pagesos pobres o assalariats. Molts bolxevics consideraven la NEP com un estadi transitori per ser contradictòria amb la ideologia comunista. Ióssif Stalin la va clausurar el 1928 i reemplaçar pel primer pla quinquennal.